# Auf den Seelower Höhen
Die Motorsport-Rennstrecke Auf den Seelower Höhen ist eine Autocross-Rennstrecke in Seelow, Brandenburg, und liegt ca. 60 km östlich von Berlin. Sie wurde 1961 als Motocross-Rennstrecke errichtet und 1976 als eine der ersten Strecken in Ost-Deutschland für den damals neuen Autocross-Sport umgebaut. Sie wird vom Motorsportclub Seelow betrieben und ist zeitweise Ausrichtungsort der deutschen Runde der Autocross-Europameisterschaft. Sie liegt etwa 900 m östlich des Stadtzentrums von Seelow und ca. 300 m südwestlich der Gedenkstätte Seelower Höhen.

## Geschichte
Der Motocross-Rundkurs wurde 1961 vom MSC Seelow angelegt und 1963 eröffnet. Bis 1975 wurden auf der Strecke insgesamt 13 Läufe zu den jährlichen Motocrossmeisterschaften des Allgemeinen Deutschen Motorsport Verbandes (ADMV) durchgeführt.
1975 wurden in einer Arbeitsgruppe des ADMV, die bis dahin nicht existenten Wettkampfrichtlinien und Reglements für Autocross erarbeitet und ab 1976 die Motorsportdisziplin Autocross offiziell in der DDR eingeführt. Im Zuge dessen wurde die Rennstrecke Auf den Seelower Höhen aufgrund ausbleibender natianler Meisterschaftslauftermine und der damit verbundenen Förderungen für den Motocross-Sport für Autocross-Rennen umgebaut. Seit dem 7. Juni 1976 fanden auf der Strecke verschiedene internationale Rennen und Meisterschaften, Läufe zur DDR-Bestenermittlung sowie der Pokallauf für Frieden und Freundschaft der sozialistischen Länder oder bspw. Wertungsläufe der dänischen Cross Kart Meisterschaft statt. 1979 wurde ein System zur Streckenbewässerung nachgerüstet das die Staubentwicklung bei den Wettbewerben unterbinden soll.

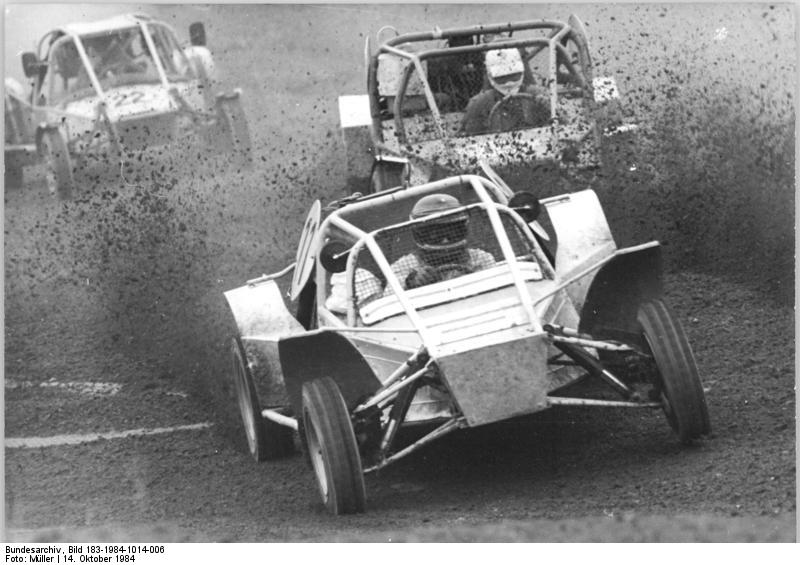
Autocross-Veranstaltung 1984 in Seelow

Später und bis in die heutige Zeit wurden auf der Strecke die Autocross-Europameisterschaft, die FIA-Autocross-Europameisterschaft (Specialcross und Tourenwagen), die Deutsche Autocross Meisterschaft sowie die Autocross Landesmeisterschaft Brandenburg ausgetragen. Seit 1991 hat die komplett verrohrte und bewässerbare Strecke das FIA Europameisterschaftsprädikat und ist seit dem Jahr 2000 unter dem FIA Grad 6A für Offroad-Wettbewerbe homologiert.
2023 fand mit dem 49. ADAC Autocross Lauf am 13./14. Mai der insgesamt 25. Europameisterschaftslauf im Autocross auf der Strecke in Seelow statt.

## Streckenbeschreibung
Die 10–15 m breite Strecke weist einen Sand- und Lehmuntergrund auf und bietet durch ihre Lage in einem Talkessel insgesamt 27 m Höhenunterschied. Die Strecke verläuft unmittelbar an einem Seniorenheim vorbei.